# Ігнасіо Перес Сантамарія
Перес Ігнасіо Сантамарія (англ. Perez Ignacio Santamaria; 24 червня 1980, Малага) — колишній іспанський футболіст, захисник.

## Життєпис
Начо починав свій футбольний шлях у молодіжній команді клубу «Малага». Його дебют за основну команду відбувся 23 березня 2003 року в домашній грі проти «Сельти», що завершилася внічию 1-1. У складі цієї команди Начо відіграв 4 сезони, на проміжку між якими його віддавали в оренду до «Леванте»
У липні 2006 року після вибуття «Малаги» з Ла-Ліги Начо перейшов до «Хетафе». Під час другого сезону він майже не виходив на поле, а в січні 2008 року вирушив в оренду до клубу другого дивізіону «Реал Сосьєдад». Зрештою баски так і не змогли повернутися до найвищого дивізіону. Начо з'явився тільки в 16 матчах, в 13-ти з яких виходив у стартовому складі.
У сезоні 2008/09 Начо знову взяли в оренду, цього разу він приєднався до своєї колишньої команди «Малаги» на 1 сезон. Його переважно випускали на заміну. Перший свій гол він забив у своєму другому матчі 22 лютого 2009 року проти «Вальядоліда», що завершився перемогою 3-1.
Наприкінці серпня 2009 року Начо став виступати в складі «Бетіса», де грав три сезони. У цей час він грав переважно на позиції лівого захисника.
Батько Начо, Хосе Ігнасіо, якого колись також називали цим прізвиськом, та його дядько, Хуан Карлос, також виступали за «Малагу». А його брат Періко грав у резервному складі клубу.

## Статистика
| Клуб          | Країна  | Сезон     | Ігри | Голи |
| ------------- | ------- | --------- | ---- | ---- |
| Малага C      | Іспанія | 2002-2003 | 5    | 2    |
| Малага Б      | Іспанія | 2003-2004 | 41   | 2    |
| Леванте       | Іспанія | 2004-2005 | 27   | 4    |
| Малага        | Іспанія | 2005-2006 | 32   | 3    |
| Хетафе        | Іспанія | 2006-2009 | 40   | 4    |
| Реал Сосьєдад | Іспанія | 2008      | 16   | 1    |
| Малага        | Іспанія | 2008-2009 | 34   | 1    |
| Реал Бетіс    | Іспанія | 2009-2014 | 150  | 1    |